# 킬페리쿠스 1세 (부르군트인의 왕)

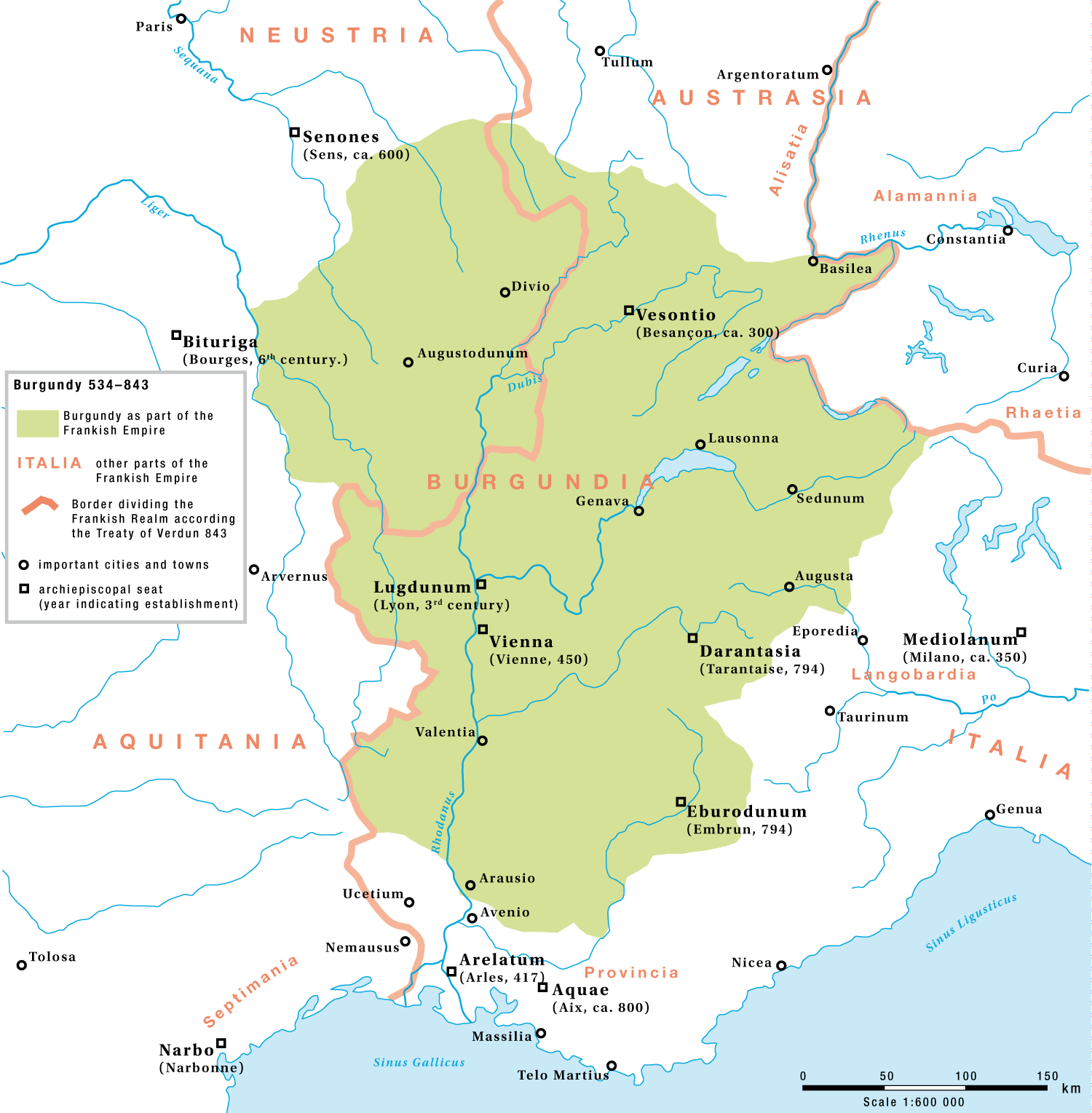

힐페리히 1세(Chilperich I, ? - 480년)는 부르군트 왕국의 왕이었다. 473년부터 부르군트 왕국의 왕이었으며, 군디오크의 형제이자 고도마르, 군도바드, 힐페리히 2세의 삼촌이었다.